# Булдаков, Андрей Васильевич
Андрей Васильевич Булдаков (род. 28 марта 1966, Ижевск, Удмуртская АССР, СССР) — российский танцовщик, солист балета и педагог-репетитор балетной труппы Челябинского театра оперы и балета имени М. И. Глинки.  Народный артист РФ (2010).

## Биография и творчество
Андрей Булдаков родился в 1966 году в Ижевске.
В 1984 году завершил обучение в Пермском государственном хореографическом училище. Обучался в классе педагога – народного артиста Карелии Ю. М. Сидорова.
С 1984 по 1989 годы работал солистом балета Ижевского музыкального театра.
С 1989 по 1990 годы входил в балетную труппу Московского ансамбля балета.
С 1990 по 1991 годы вновь солировал Ижевском музыкальном театре.
С 1991 по 1992 годы работал солистом балета в Душанбинском театре оперы и балета.
С 1992 года работал ведущим солистом балета Челябинского Государственного академического театра оперы и балета им. М.И.Глинки. С балетной труппой данного театра гастролировал в Китае, США, Коста-Рике, Германии и Англии, на Тайване. 
23 октября 1999 года на сцене Челябинского театра состоялся бенефис Андрея Булдакова. 
В 1999 году удостоен звания Заслуженный артист Российской Федерации. Указом Президента Российской Федерации от 19 апреля 2010 года, присуждено звание Народный артист России.
В последнее время работает педагогом-репетитором балетной труппы в Челябинском театре оперы и балета.

## Награды и премии
- 1999 — Заслуженный артист Российской Федерации (1999)
- 2000 — награжден Орденом им. А.П.Шереметьева.
- 2010 — Народный артист Российской Федерации
  (2010).
- Неоднократный лауреат Фестиваля профессиональных театров Челябинской области «Сцена».